# Морски лед
Морският лед е лед, образуван в моретата и океаните при замръзване на водата им. Тъй като морската вода има висока соленост, замръзването ѝ става при температура от около −1,8 °C при средната соленост на Световния океан.

## Свойства
Основните физически характеристики на морския лед като порьозност, температура и соленост определят неговата плътност (от 0,84 до 0,94 г/см³). Поради малката плътност на леда ледените блокове се показват над повърхността на водата на 7 – 10% от дебелината си (при отсъствие на сняг върху повърхността на леда). В сравнение с леда на повърхността при пресноводни водоеми, този лед се подава по-трудно на раздробяване.

### Соленост
Солеността на морския лед зависи от солеността на водата, скоростта на образуване на леда, интензивността на премесване на водата и възрастта на леда. Средно взето солеността на леда е по-ниска от солеността на морската вода. Солеността на едногодишен морски лед варира е 1 – 4 ‰, а на многогодишния морски лед е 3 – 8 ‰.

### Топлофизични свойства
Средната топлопроводимост на морския лед е около пет пъти по-висока от тази на водата и е около 2,1 Вт/м·К, но в долната и горната повърхност на леда се намалява поради увеличаването на солеността и увеличеният брой на порите. Топлоемкостта на морския лед се приближава до тази на леда от прясна вода при понижаване на температурата на леда. Ефективният топлинен капацитет на леда се увеличава с повишаване на температурата и солеността на леда. В зависимост от температурата и солеността на леда специфичната топлина на топене варира между 150 до 397 кДж/кг.

### Плътност
Морският лед е сложно физическо тяло, състоящо се от кристали пресен лед, солен разтвор, въздушни мехури и различни примеси. Съотношението на отделните съставки зависи от условията на образуването на леда и следващите процеси.

### Механични свойства
Под механични свойства се разбира способността му да се противопоставя на деформации. Най-често срещани деформации при леда са изтягане (опън), свиване (компресия), срязване (хлъзгане) и огъване. Различават се три етапа на деформацията на леда: еластична, еласто-пластична и стадий на разрушаване (счупване). Определянето на механичните свойства на леда е важно за определяне на оптималния курс на ледоразбивачите, за определяне на параметрите на корпусите на ледоходните кораби, както и за разположението на полярните станции. Класическият способ за определяне на параметрите на леда е с използването на образци, изрязани от равни ледени полета и ледени натрупвания. При модерните методи механичните параметри се определят без използването на образци, а чрез използването на сонди.

## Класификация
Морският лед се разделя на три типа в зависимост от местоположението и подвижността му:
- припай (неподвижен лед)
- плаващи (дрейфащи) ледове
- паков лед (дрейфащ лед с плътност по-голяма от 7/10)

Морският лед, който има възраст не повече от един зимен период, се нарича едногодишен лед. Този едногодишен лед може да бъде:
- тънък едногодишен лед – бял лед с дебелина 30 – 70 см
- средно дебел едногодишен лед – дебелина 70 – 120 см
- дебел едногодишен лед – дебелина над 120 см

Ако морският лед е бил подложен на топене поне в течение на една година, той се отнася към многогодишен стар лед. Той може да бъде:
- остатъчен едногодишен
- двугодишен – дебелината му достига до 2 м
- многогодишен – стар лед с дебелина от 3 м и повече. Този лед има повърхност, покрита с много неравности, купчини лед, образувани в резултат на многократното разтопяване и замръзване. Долната повърхност на многогодишните ледове също е неравна и с разнообразни форми.

## Икономическо значение
С откриването на северните транспортни пътища за доставка на стоки от промишлените центрове на Азия (Япония, Китай, Тайван) до Европа. Северният морски път е почти с 5000 км по-кратък от маршрута през Суецкия канал и с 9000 км от този на Панамския канал.[ неясно? ] Основен проблем при северните маршрути са наличието на морски лед през зимата, които трябва да бъдат преодолявани целогодишно с подходящи технически средства като ледоразбивачи.